# 名古屋市瑞穂図書館

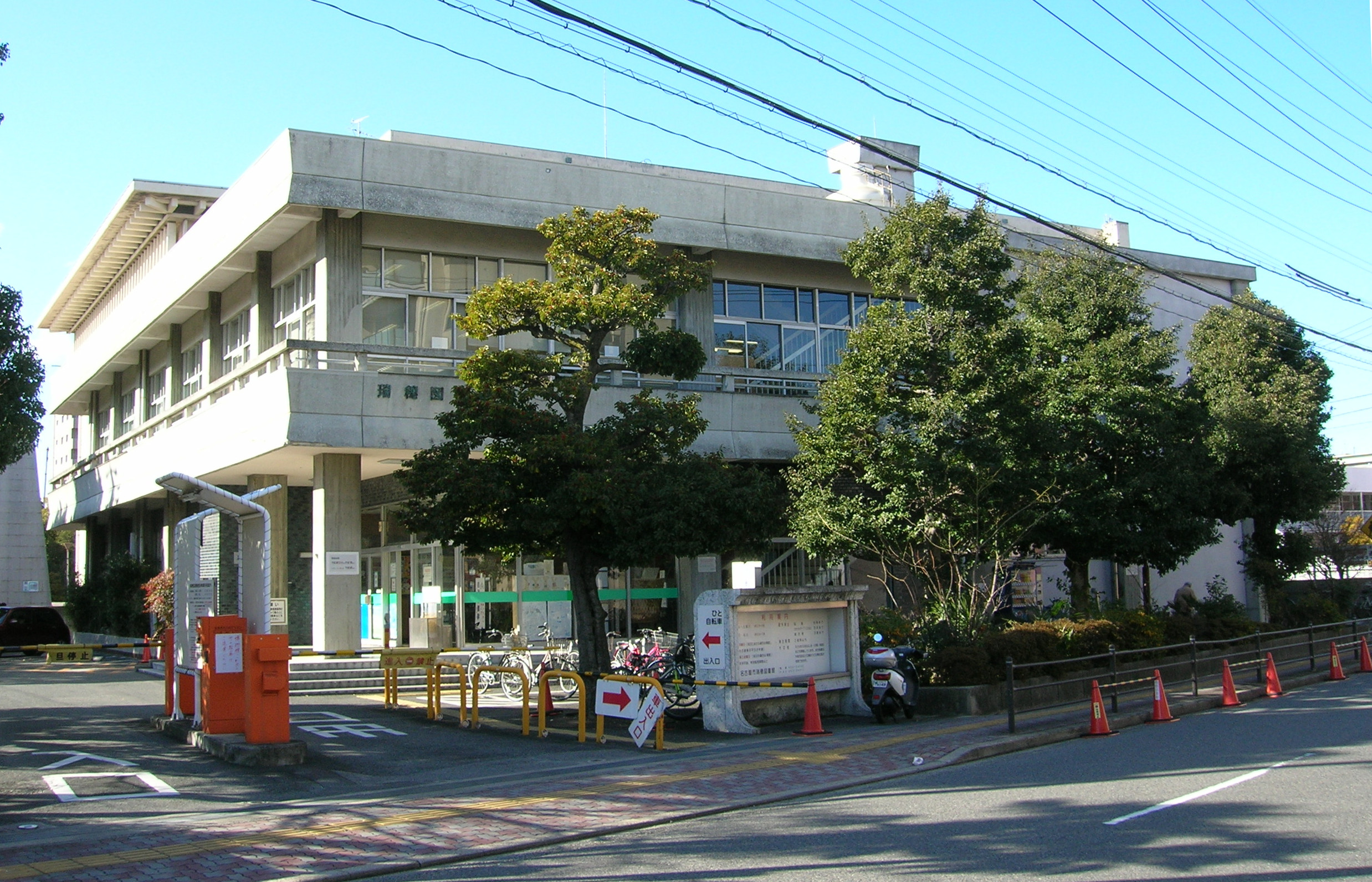
東栄町にあった旧館

名古屋市瑞穂図書館（なごやしみずほとしょかん）は、愛知県名古屋市瑞穂区豊岡通にある名古屋市図書館の分館である。1969年から2015年までは名古屋市博物館に近い東栄町にあり、2015年からは名古屋市瑞穂公園に近い豊岡通3丁目にある。
2016年度の蔵書数は109,271冊、貸出数は627,287冊である。
図書を109,271冊（一般書：81,766冊、児童書：27,386冊）、新聞を27紙、雑誌を254誌、視聴覚資料を2,286点（紙芝居：731組、CD：784枚、カセットテープ:359巻、ビデオテープ：113巻、ビデオディスク：259枚、CD・DVD-ROM：40枚）所蔵している。

## 歴史

### 東栄町時代
1964年（昭和39年）に当時の杉戸清市政において打ち出された「一区一館計画」に基づき、1968年（昭和43年）に建設の方針が固まり、名古屋市立大学病院跡地の東南の一角（看護学校校舎跡地）に図書館整備が進められることとなり、翌1969年8月に10番目の市立図書館として開館を迎えることとなった。当時の建物は、敷地面積が2,001.54平方メートル、延べ床面積は1,125.39平方メートル、鉄筋コンクリート造の2階建てであった。建設は名古屋市建築局が担当した。1階は集会室・視聴覚室・展示室・新聞雑誌コーナー・閉架書庫および事務室を置き、2階に閲覧室を設ける構造であった。開館に際しては同日に熱田区六野において名古屋市体育館が開館したため、開館式を簡素化してオープンすることとなった。
当時の瑞穂図書館は、瑞穂区全体から見ると北に偏った場所に位置しており、特に区南東部の利用者が少なかったという。それらの地域に住む住民に対するアピールとして、1973年（昭和48年）10月27日には丸根町1丁目に所在する行信寺本堂において「一日分館」という催しを行っている。蔵書約1,500冊を運び込み、10時から16時まで開館したものの、利用者は50人程度にとどまった。この催しは1976年（昭和51年）度まで続けられた。
ただし、決して利用者が少なかったわけではなく、1973年（昭和48年）3月3日に朝日新聞が報じたところによれば、同年度の館外貸し出し冊数は30万冊に及び、日本新記録を打ち出したという。
2000年（平成12年）には瑞穂図書館の課題として、老朽化や立地の偏在および、閲覧室が2階に所在することによる利用のしにくさなどが提起されている。

### 豊岡通3丁目時代
上記課題は図書館当事者以外にも意識され、2001年（平成13年）12月には瑞穂区公職者会において要望書が提出されるに至った。この要望書は名古屋市各地において整備が進められていた文化小劇場の新設を含むものだったとされる。要望書の提出時点で文化小劇場と図書館の合築は6か所において実現しており、当時既設11か所の半数を超えていた。
2006年（平成18年）9月には瑞穂青年の家を廃止の上、同所において瑞穂文化小劇場の新設を伴う改築計画が正式に打ち出され、翌年4月をもって瑞穂青年の家は廃止された。瑞穂青年の家は、1974年（昭和49年）7月10日に開館した施設で、同施設には児童館・福祉会館が併設されていた。児童館および福祉会館については、2009年（平成21年）3月に移転した。
解体工事は2012年（平成24年）3月に実施され、実際の整備は翌年度から行われた。
2015年（平成27年）6月15日から7月9日までは移転準備のために休館となった。7月10日には名古屋市瑞穂公園に近い豊岡通3丁目に瑞穂文化小劇場が開館し、その1階に瑞穂図書館が移転した。
近くには名古屋グランパスのホームスタジアムである瑞穂陸上競技場があり、また近くの山崎川は桜の名所である。このことから瑞穂図書館にはさくらコーナーとグランパスコーナーがあり、館長自ら書いたJリーグの観戦記も展示されている。親子連れの利用が多く、おはなし会はつねに賑わっている。

## 歴代館長
- 初代 - 荒川秀雄（昭和44年8月1日 - 昭和46年7月31日）[13]
- 2代 - 杉本英三（昭和46年8月1日 - 昭和48年8月23日）[13]
- 3代 - 川原修（昭和48年8月24日 - 昭和53年4月17日）[13]
- 4代 - 中西薫（昭和53年4月18日 - 昭和56年3月31日）[13]
- 5代 - 和佐田金一郎（昭和56年4月1日 - 昭和60年3月31日）[13]
- 6代 - 加藤三郎（昭和60年4月1日 - 平成元年3月31日）[13]
- 7代 - 山本稔（平成元年4月1日 - 平成5年3月31日）[13]
- 8代 - 梶川雅宏（平成5年4月1日 - 平成6年3月31日）[13]
- 9代 - 野田幸一（平成6年4月1日 - 平成8年3月31日）[13]
- 10代 - 渡辺釜一（平成8年4月1日 - 平成10年3月31日）[13]
- 11代 - 山田正明（平成10年4月1日 - ）[13]

## サービス
図書館の入館や利用はだれでも可能であるが、館外貸出には利用者登録が必要で愛知県在住・在勤・在学者のみが可能となっている。

### 館外貸出
図書が最大14日で6冊まで、それとは別に紙芝居が3組、カセットテープ、CD、DVDが3点、紙芝居舞台1台の館外帯出が可能である。また、返却は紙芝居の舞台以外であれば貸し出し館に限らず名古屋市図書館各館において行うことができる。ただし、貸出点数に関しては、名古屋市図書館全館で共通して計算する。

### 開館時間
- 火 - 土：9時30分 - 19時00分[15]
- 日・祝日：9時30分 - 17時00分[15]

### 休館日
- 月曜日（祝日の場合は開館し翌日休館）[15]
- 毎月第3金曜日（祝日の場合は開館）[15]
- 特別整理期間[15]
- 年末年始（12月29日から1月4日まで）[15]